# 乐华街道
乐华街道，是中华人民共和国广东省湛江市霞山区下辖的一个乡镇级行政单位。

## 行政区划
乐华街道下辖以下地区：
明哲社区、海滨东社区、园岭社区、平乐上村和平乐下村。